# Ramonda nathaliae
Espèce
Synonymes
- Chaixia nathaliae (Pančić & Petrovič ) O.Schwarz[2]
- Ramonda nathaliae f. jankovicii Gajić[2]

Ramonda nathaliae est une espèce de plantes à fleurs de la famille des Gesneriaceae. Elle est originaire de Serbie et de Macédoine (les Balkans). Les feuilles ovales mesurent plus ou moins 5 cm de long. Les fleurs sont violettes, lilas ou blanches. Le centre est orange/jaune. Les fleurs mesurent de 3 à 3,5 cm de large. Les fleurs ont quatre ou cinq pétales. Les tiges mesurent de 6 à 8 centimètres de haut.

## Culture populaire

### Chanson
La chanteuse Teya Dora y fait référence dans sa chanson Ramonda.